# Giovanni Paolo Panini
Giovanni Paolo Panini (Piacenza, 1691. június 17. – Róma, 1765. október 21.) olasz festő, építész.

## Élete

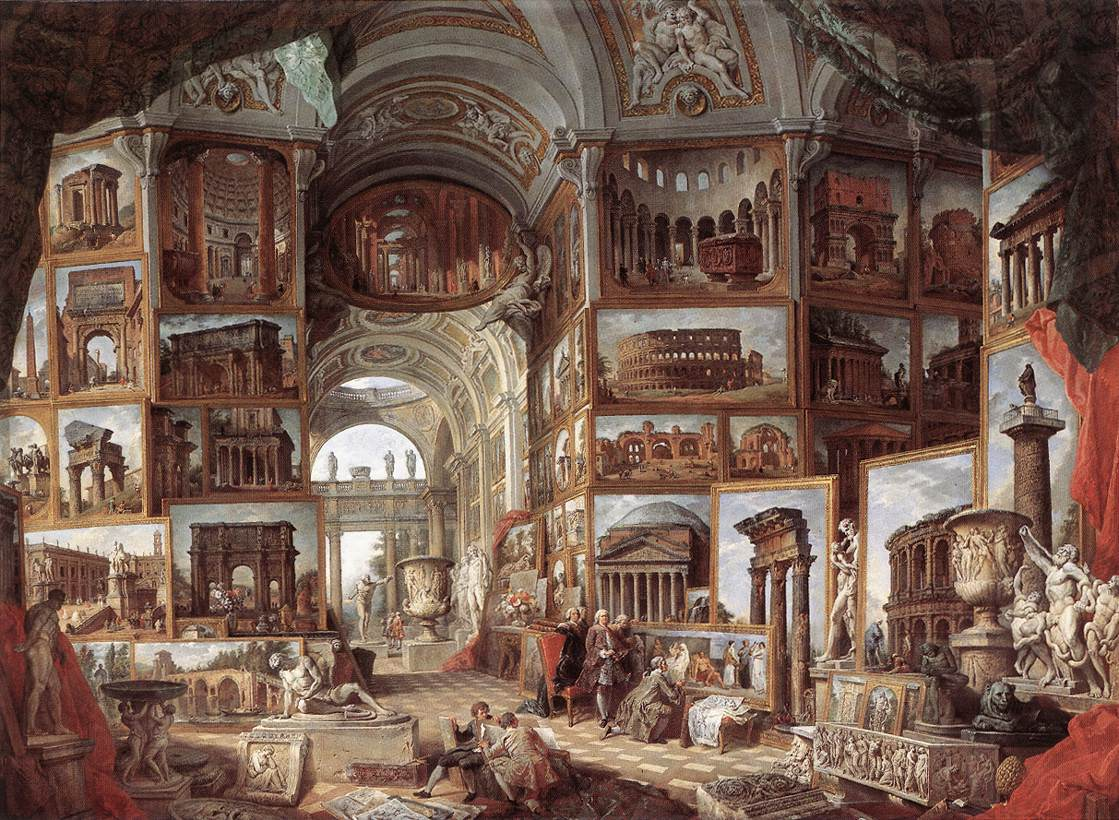

Giovanni Paolo Panini vagy Pannini  1691. június 17-én született az olaszországi Piacenzában. Fiatal korában szülővárosában Giuseppe Natali és Andrea Galluzzi mellett, később pedig Francesco Galli-Bibiena díszlettervezőnél tanult. 1711-ben Rómába költözött, ahol Benedetto Lutinál tanult rajzot. Rómában Panini híres lakberendező lett. Munkái közé tartozó  paloták: Villa Patrizi (1719–1725), a Palazzo de Carolis (1720) és a Seminario Romano (1721–1722). 1719-ben Panini felvételt nyert a Congregazione dei Virtuosi al Pantheonba. Rómában tanított az Accademia di San Lucán és az Académie de Francén, ahol Jean-Honoré Fragonard volt rá hatással. 1754-ben ő volt az igazgatója az Accademia di San Lucának. 

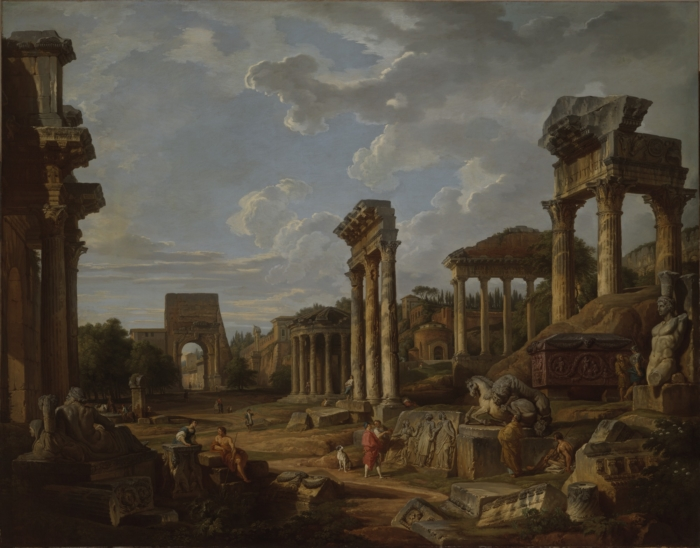

Panini stúdiójában tanult Hubert Robert és  fia, Francesco Panini is. Stílusa más festőkre is befolyással volt, így például tanítványára, Antonio Jolira, valamint Canalettóra és Bernardo Bellottóra, és néhány brit tájfestő is, mint például Marlow, Skelton is utánozta.
Legtöbb művére egy furcsa és irreális díszítés jellemző, munkái Marco Ricci műveire is hasonlítanak. Panini is festett portrékat, köztük az egyik XIV. Benedek pápát ábrázolja.
Rómában, 1765. október 21-én, 74 éves korában érte a halál.